# Faro Isla Inocentes
El Faro Isla Inocentes es un faro perteneciente a la red de faros de Chile, ubicado en los fiordos de la Región de Magallanes.